# 克萊芒蒂娜 (密蘇里州)
克萊芒蒂娜（英語：Clementine）是位於美國密蘇里州費爾普斯縣的非建制地區。

## 歷史
克萊芒蒂娜的郵局於1891年設立，其後於1926年停運。

## 地理
克萊芒蒂娜所處的海拔為高於海平面318米（即1043英呎），而該地所採用的時區為UTC-6，即北美中部時區（CST）。同時該地設有夏令時間，為UTC-6調快一小時，即UTC-5（CDT）。